# Scarpa d'oro 2012
La Scarpa d'oro 2012 è il riconoscimento calcistico che è stato assegnato al miglior marcatore in Europa tenendo conto delle marcature messe a segno nel rispettivo campionato e del Coefficiente UEFA nella stagione sportiva 2011-2012 e/o nella stagione 2011 per i campionati che si svolgono nell'anno solare. Il premio è stato assegnato a Lionel Messi del Barcellona autore di 50 marcature (record), che è anche diventato il primo giocatore a raggiungere i 100 punti nella graduatoria annuale, punteggio divenuto a sua volta un record.

## Classifica finale[1]
| Pos | Campionato                | Nome                  | Squadra                | Gol  | C-UEFA | Pti  |
| --- | ------------------------- | --------------------- | ---------------------- | ---- | ------ | ---- |
| 1   | Primera División          | Lionel Messi          | Barcellona             | 50   | x2     | 100  |
| 2   | Primera División          | Cristiano Ronaldo     | Real Madrid            | 46   | x2     | 92   |
| 3   | Premier League            | Robin van Persie      | Arsenal                | 30   | x2     | 60   |
| 4   | Bundesliga                | Klaas-Jan Huntelaar   | Schalke 04             | 29   | x2     | 58   |
| 5   | Serie A                   | Zlatan Ibrahimović    | Milan                  | 28   | x2     | 56   |
| 6   | Premier League            | Wayne Rooney          | Manchester Utd         | 27   | x2     | 54   |
| 7   | Bundesliga                | Mario Gómez           | Bayern Monaco          | 26   | x2     | 52   |
| 8   | Eredivisie                | Bas Dost              | Heerenveen             | 32   | x1,5   | 48   |
| 8   | Primera División          | Radamel Falcao        | Atlético Madrid        | 24   | x2     | 48   |
| 8   | Serie A                   | Diego Milito          | Inter                  | 24   | x2     | 48   |
| 8   | Süper Lig                 | Burak Yılmaz          | Trabzonspor            | 32   | x1,5   | 48   |
| 12  | Premier League            | Sergio Agüero         | Manchester City        | 23   | x2     | 46   |
| 12  | Serie A                   | Edinson Cavani        | Napoli                 | 23   | x2     | 46   |
| 12  | Meistriliiga              | Aleksandrs Čekulajevs | Trans Narva            | 46   | x1     | 46   |
| 12  | Serie A                   | Antonio Di Natale     | Udinese                | 23   | x2     | 46   |
| 16  | Bundesliga Premier League | Papiss Cissé          | Friburgo Newcastle Utd | 9 13 | x2     | 44   |
| 16  | Primera División          | Gonzalo Higuaín       | Real Madrid            | 22   | x2     | 44   |
| 16  | Bundesliga                | Robert Lewandowski    | Borussia Dortmund      | 22   | x2     | 44   |
| 19  | Primera División          | Karim Benzema         | Real Madrid            | 21   | x2     | 42   |
| 19  | Prem'er-Liga              | Seydou Doumbia        | CSKA Mosca             | 28   | x1,5   | 42   |
| 19  | Ligue 1                   | Olivier Giroud        | Montpellier            | 21   | x2     | 42   |
| 19  | Ligue 1                   | Nenê                  | Paris Saint-Germain    | 21   | x2     | 42   |
| 23  | Liga I                    | Wesley                | Vaslui                 | 27   | x1,5   | 40,5 |
| 24  | Ligue 1                   | Eden Hazard           | Lilla                  | 20   | x2     | 40   |

## Attribuzione del coefficiente UEFA
- Per i campionati che si trovano dal 1º al 5º posto del coefficiente UEFA i gol del giocatore vanno moltiplicati per 2 (Spagna, Inghilterra, Germania, Italia, Francia).
- Per i campionati che si trovano dal 6º al 21º posto del coefficiente UEFA i gol del giocatore vanno moltiplicati per 1,5 (Portogallo, Russia, Ucraina, Paesi Bassi, Turchia, Grecia, Danimarca, Belgio, Romania, Scozia, Svizzera, Israele, Repubblica Ceca, Austria, Cipro, Bulgaria).
- Per i campionati che si trovano dal 22º posto in giù del coefficiente UEFA i gol del giocatore vanno moltiplicati per 1.[1][2]